# Carl Herman Levin
Carl Herman Levin, född 29 september 1816 på Muskö i Södertörns skärgård, död 1 oktober 1883 i Österhaninge, var en svensk präst och författare. Han var sonson till Adolf Ludvig Levin och far till Per Levin samt bror till Sten Niklas Levin och Per Axel Levin.
Levin, som var son till godsägaren Per Ludvig Levin och hans hustru Lovisa Gustafva Strandman, blev student vid Uppsala universitet 1835, filosofie kandidat 1839 och prästvigdes i Stockholm 1840. Han promoverades till filosofie magister 1842 i Uppsala, och blev därefter samma år komministeradjunkt vid finska församlingen i Stockholm och pastoradjunkt där 1845. År 1849 antogs han till förste pastorsadjunkt i Maria Magdalena församling, och 1856 utnämndes han till hovpredikant. År 1857 blev Levin komminister i Maria Magdalena församling. Han var även sekreterare i samfundet Pro Fide et Christianismo 1858–1871, och utnämndes 1871 till kyrkoherde i Österhaninge församling med Ornö, Utö och Nämdö församlingar i Strängnäs stift.
Bland hans tryckta skrifter kan nämnas Poetiskt hafsskum från Sotaskären (1841), Psaltare och Lyra (1843), Runor från lifvets runestaf (1848) och Samfundet Pro fide et Chistianismo, hundraårigt minnesblad vid samfundets jubelfest (1872). Levin redigerade även Fosterlandsvännen 1844–1846, deltog som medarbetare i utgivandet av Konversations- och universallexikon 1857–1866 och författade åtskilliga tal, avhandlingar, recensioner och poem i kyrkliga, litterära och politiska tidningar och poetiska kalendrar. 1849 prisbelönades Levin av Svenska akademin med dess andra guldmedalj för en avhandling i vältalighet: Om sambandet mellan den estetiska känslan och den religiösa.
Han var sedan 1851 gift med Charlotta Vilhelmina Sjöstrand. Makarna Levin är begravda på Österhaninge kyrkogård.